# Tyrannochthonius zonatus
Espèce
Synonymes
- Morikawia zonata Beier, 1964

Tyrannochthonius zonatus est une espèce de pseudoscorpions de la famille des Chthoniidae.

## Distribution
Cette espèce est endémique de Nouvelle-Calédonie. Elle se rencontre sur le mont Koghis.

## Description
Le mâle holotype mesure 1,3 mm.

## Publication originale
- Beier, 1964 : Pseudoscorpione von Neu-Caledonien. Pacific Insects, vol. 6, p. 403-411 (texte intégral).